# Azafilon
Azafiloni so barvite organske spojine z motivom oksidiranega izohromena ali izokinolina. To strukturo imenujemo tudi piranokinonski obroč in deluje kot kromofor (nosilec barvnih lastnosti). Primeri azafilonskih pigmentov: azanigeroni A-F, epikokonon, hetoglobin A, koherini G-K, lunatojska kislina A, monaskini, sklerotiorin ...

## Etimologija
Beseda je sestavljena iz "aza" 'dušik' iz "philein" 'ljubiti', ker v azafilonih dušik pogosto nadomesti kisik v piranokinonskem obroču.